# Festuca jubata
Festuca jubata é uma espécie de planta com flor pertencente à família Poaceae. É conhecida pelos nomes comuns de bracel, bracel-do-mato e bracéu. É uma espécie endémica da Macaronésia.
A autoridade científica da espécie é Lowe, tendo sido publicada em Transactions of the Cambridge Philosophical Society 6: 530. 1833.

## Proteção
Não se encontra protegida por legislação portuguesa ou da Comunidade Europeia.